# سوربرايز
سوربرايز (بالإنجليزية: Surprise, Arizona)‏ هي مدينة تقع في مقاطعة ماريكوبا، أريزونا بولاية أريزونا في الولايات المتحدة. تبلغ مساحة هذه المدينة 180 (كم²)، وترتفع عن سطح البحر 358 م، بلغ عدد سكانها 117517 نسمة في عام 2010 حسب إحصاء مكتب تعداد الولايات المتحدة .

## التركيبة السكانية
حدّد مكتب تعداد الولايات المتحدة بيانات التركيبة السكانية لسوربرايز في تعداد الولايات المتحدة. في ما يلي، التركيبة السكانية حسب تعدادي 2000 و2010.

### تعداد عام 2000
بلغ عدد سكان سوربرايز 30,848 نسمة بحسب تعداد عام 2000، وبلغ عدد الأسر 12,484 أسرة وعدد العائلات 9,723 عائلة مقيمة في المدينة. في حين سجلت الكثافة السكانية 110 نسمة لكل كيلومتر مربع (284.9/ميل2). وبلغ عدد الوحدات السكنية 16,260 وحدة بمتوسط كثافة قدره 58 لكل كيلومتر مربع (150.2/ميل2).
وتوزع التركيب العرقي للمدينة بنسبة 85.97% من البيض و2.61% من الأمريكيين الأفارقة و0.43% من الأمريكيين الأصليين و1.07% من الأمريكيين ذوي الأصول الآسيوية و0.05% من سكان جزر المحيط الهادئ و7.87% من الأعراق الأخرى و1.99% من عرقين مختلطين أو أكثر و23.29% من الهسبانيون أو اللاتينيون من أي عرق.
بلغ عدد الأسر 12,484 أسرة كانت نسبة 23.9% منها لديها أطفال تحت سن الثامنة عشر تعيش معهم، وبلغت نسبة الأزواج القاطنين مع بعضهم البعض 69.5% من أصل المجموع الكلي للأسر، ونسبة 5.4% من الأسر كان لديها معيلات من الإناث دون وجود شريك، بينما كانت نسبة 3% من الأسر لديها معيلون من الذكور دون وجود شريكة وكانت نسبة 22.1% من غير العائلات. تألفت نسبة 17.9% من أصل جميع الأسر من عدة أفراد يعيشون في نفس المنزل ونسبة 8.9% كانت تتألف من شخص يعيش بمفرده يبلغ من العمر 65 عاماً أو أكثر. وبلغ متوسط حجم الأسرة المعيشية 2.46، أما متوسط حجم العائلات فبلغ 2.75.
بلغ العمر الوسطي للسكان 46.1 عاماً. وكانت نسبة 19.8% من القاطنين تحت سن الثامنة عشر، وكانت نسبة 6.9% بين الثامنة عشر والرابعة والعشرين عاماً، ونسبة 22.4% كانت واقعةً في الفئة العمرية ما بين الخامسة والعشرين والرابعة والأربعين عاماً، ونسبة 25.2% كانت ما بين الخامسة والأربعين والرابعة والستين، ونسبة 25.2% كانت ضمن فئة الخامسة والستين عاماً فما فوق. يوجد لكل 100 أنثى 96.5 ذكر، ويوجد لكل 100 أنثى في الثامنة عشر من عمرها فما فوق 94.8 ذكر.
بلغ متوسط دخل الأسرة في المدينة 44,156 دولارًا، أما متوسط دخل العائلة فبلغ 47,899 دولارًا. وكان متوسط دخل الذكور 33,079 دولارًا مقابل 26,347 دولارًا للإناث. وسجل دخل الفرد الخاص بالمدينة 21,451 دولارًا. وكانت نسبة 5.6% من العائلات ونسبة 8.7% من السكان تحت خط الفقر، وكان من هؤلاء نسبة 17.1% تحت سن الثامنة عشر ونسبة 3.3% في الخامسة والستين من العمر وما فوق.

### تعداد عام 2010
بلغ عدد سكان سوربرايز 117,517 نسمة بحسب تعداد عام 2010، وبلغ عدد الأسر 43,272 أسرة وعدد العائلات 32,893 عائلة مقيمة في المدينة. في حين سجلت الكثافة السكانية 419 نسمة لكل كيلومتر مربع (1,085.2/ميل2). وبلغ عدد الوحدات السكنية 52,586 وحدة بمتوسط كثافة قدره 187.5 لكل كيلومتر مربع (485.6/ميل2).
وتوزع التركيب العرقي للمدينة بنسبة 80.62% من البيض و5.12% من الأمريكيين الأفارقة و0.68% من الأمريكيين الأصليين و2.57% من الأمريكيين ذوي الأصول الآسيوية و0.20% من سكان جزر المحيط الهادئ و6.99% من الأعراق الأخرى و3.82% من عرقين مختلطين أو أكثر و18.49% من الهسبانيون أو اللاتينيون من أي عرق.
بلغ عدد الأسر 43,272 أسرة كانت نسبة 36.5% منها لديها أطفال تحت سن الثامنة عشر تعيش معهم، وبلغت نسبة الأزواج القاطنين مع بعضهم البعض 62% من أصل المجموع الكلي للأسر، ونسبة 9.8% من الأسر كان لديها معيلات من الإناث دون وجود شريك، بينما كانت نسبة 4.2% من الأسر لديها معيلون من الذكور دون وجود شريكة وكانت نسبة 24% من غير العائلات. تألفت نسبة 19% من أصل جميع الأسر من عدة أفراد يعيشون في نفس المنزل ونسبة 8.9% كانت تتألف من شخص يعيش بمفرده يبلغ من العمر 65 عاماً أو أكثر. وبلغ متوسط حجم الأسرة المعيشية 2.71، أما متوسط حجم العائلات فبلغ 3.08.
بلغ العمر الوسطي للسكان 36.8 عاماً. وكانت نسبة 27.3% من القاطنين تحت سن الثامنة عشر، وكانت نسبة 6.1% بين الثامنة عشر والرابعة والعشرين عاماً، ونسبة 27.5% كانت واقعةً في الفئة العمرية ما بين الخامسة والعشرين والرابعة والأربعين عاماً، ونسبة 20.1% كانت ما بين الخامسة والأربعين والرابعة والستين، ونسبة 19% كانت ضمن فئة الخامسة والستين عاماً فما فوق. وتوزع التركيب الجنسي للسكان بنسبة 48.3% ذكور و51.7% إناث.

## أعلام
- لويد هاوس

## وصلات خارجية
- http://www.surpriseaz.com/